# Kanton La Flèche
Kanton La Flèche is een kanton van het Franse departement Sarthe. Kanton La Flèche maakt deel uit van het arrondissement La Flèche en telde 25.187 inwoners in 2020.

## Gemeenten
Het kanton La Flèche omvatte tot 2014 de volgende 7 gemeenten:
- Bazouges-sur-le-Loir
- La Chapelle-d'Aligné
- Clermont-Créans
- Cré-sur-Loir
- Crosmières
- La Flèche (hoofdplaats)
- Mareil-sur-Loir

Door het decreet van 24 februari 2014, met uitwerking op 22 maart 2015, werden daar volgende 6 gemeenten aan toegevoegd:
- Arthezé
- Bousse
- Courcelles-la-Forêt
- Ligron
- Thorée-les-Pins
- Villaines-sous-Malicorne

Op 1 januari 2017 werden de gemeenten Bazouges-sur-le-Loir en Cré-sur-Loir samengevoegd tot de fusiegemeente (commune nouvelle) Bazouges Cré sur Loir.